# Paweł Dyllus
Paweł Michał Dyllus (ur. 11 września 1981 w Katowicach) – polski operator filmowy, reżyser, montażysta oraz scenarzysta. Laureat Nagrody PSC (Stowarzyszenia Autorów Zdjęć Filmowych) za najlepsze zdjęcia w pełnometrażowym filmie fabularnym Jestem mordercą (2016).

## Życiorys
Paweł Dyllus urodził się w Katowicach. Uczęszczał do Liceum Stowarzyszenia Rodzin Katolickich Archidiecezji Katowickiej w Chorzowie. Absolwent Realizacji Obrazu na Wydziale Radia i Telewizji im. Krzysztofa Kieślowskiego Uniwersytetu Śląskiego w Katowicach (obecnie Szkoła Filmowa uczelni). Jest zdobywcą Złotej Kijanki na festiwalu Camerimage oraz dwóch innych nagród i trzech nominacji za film Sezon na kaczki (2006), nominowany do Złotej Kaczki za film Zgorszenie publiczne (2009).

## Filmografia

### Zdjęcia
- 2003 – Litera
- 2003 – Sycylijczyk
- 2004 – Operacja
- 2004 – A ty?
- 2005 – Pod Powieką
- 2006 – Sezon na kaczki - za ten film otrzymał nagrodę Złota Kijanka
- 2006 – Hi Way
- 2006 – Emilka Płacze
- 2008 – Jak Żyć?
- 2009 – Zgorszenie publiczne
- 2009 – Plan
- 2009 – Fundacja Kultura
- 2011 – Konfident
- 2011 – Wojna żeńsko-męska
- 2013 – Chce się żyć
- 2014 – Matka
- 2016 – Jestem mordercą
- 2020 – Dziwor (dokumentalny)
- 2020 – Nieobecni
- 2022 – Niebezpieczni dżentelmeni

### Montaż
- 2003 – Litera
- 2003 – Sycylijczyk

### Reżyser
- 2003 – Sycylijczyk

### Scenariusz
- 2003 – Sycylijczyk